# Arnold Röhring
Arnold Karol Röhring (ur. 1840, zm. w marcu 1913 we Lwowie) – inspektor plantacji miejskich, dyrektor ogrodów miejskich i naczelny ogrodnik miasta Lwowa.

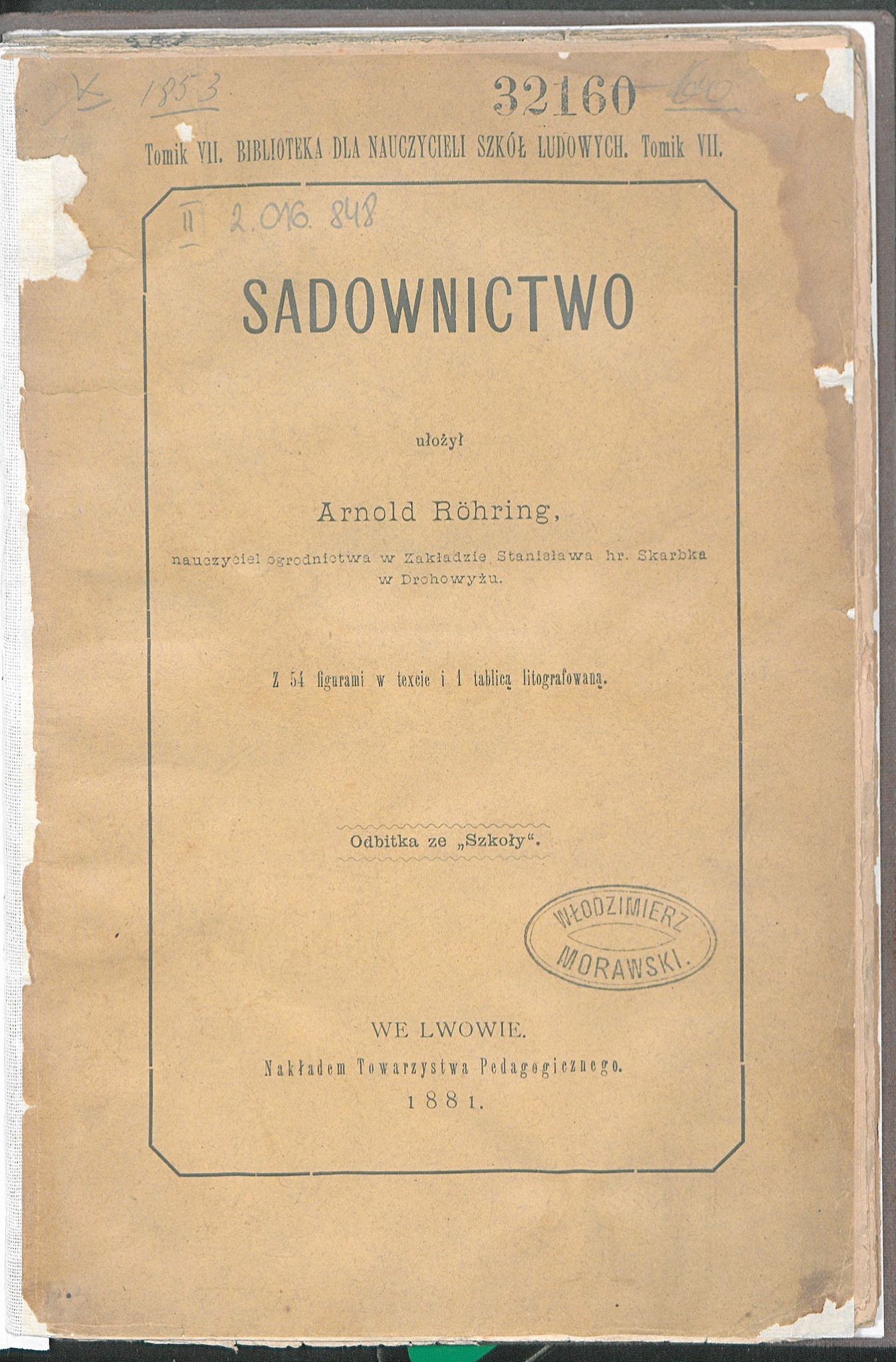
Arnold Röhring, «Sadownictwo», Lwów: Towarzystwo Pedagogiczne, 1881

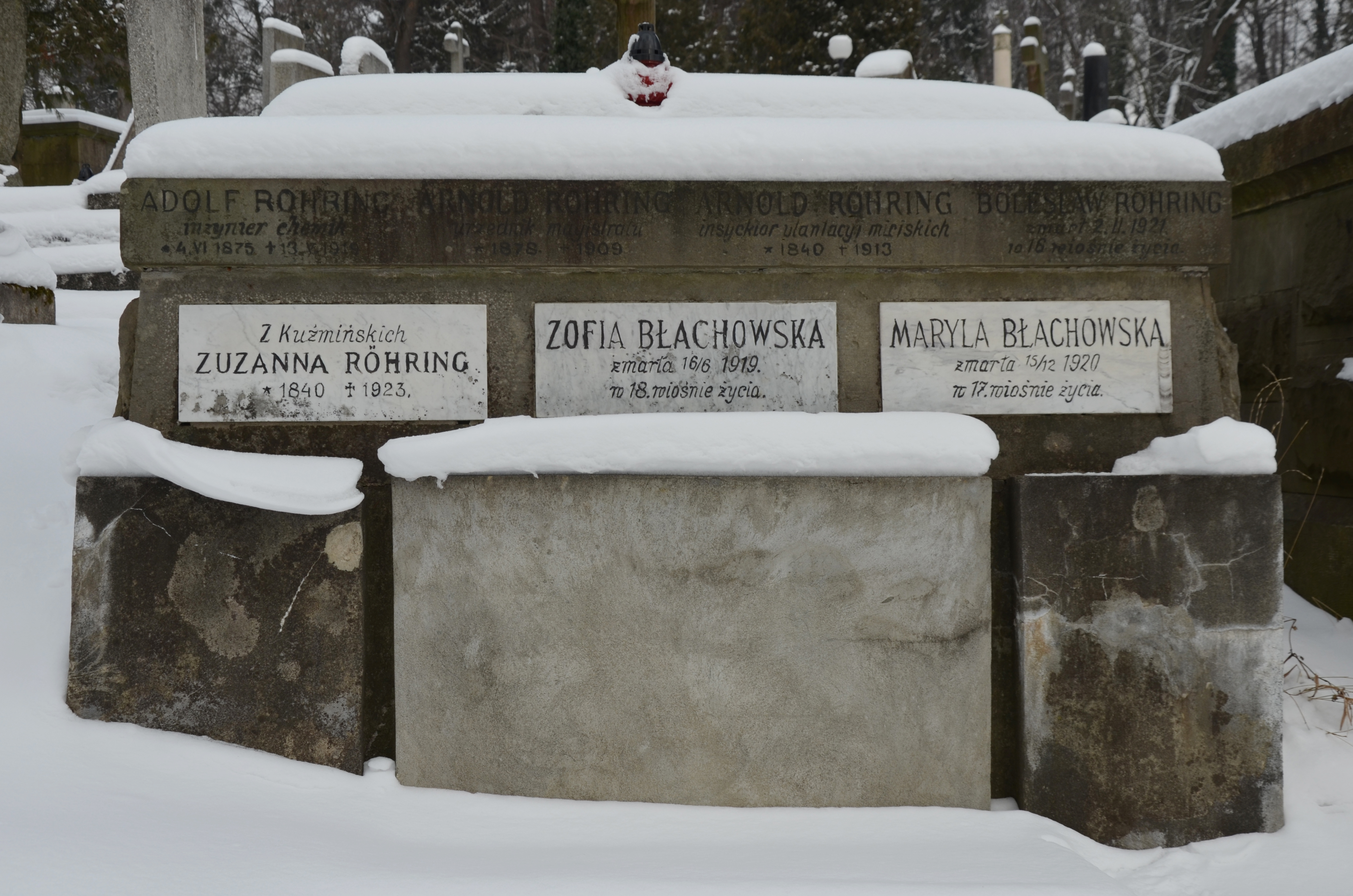
Grobowiec rodziny Röhringów na Cmentarzu Łyczakowskim

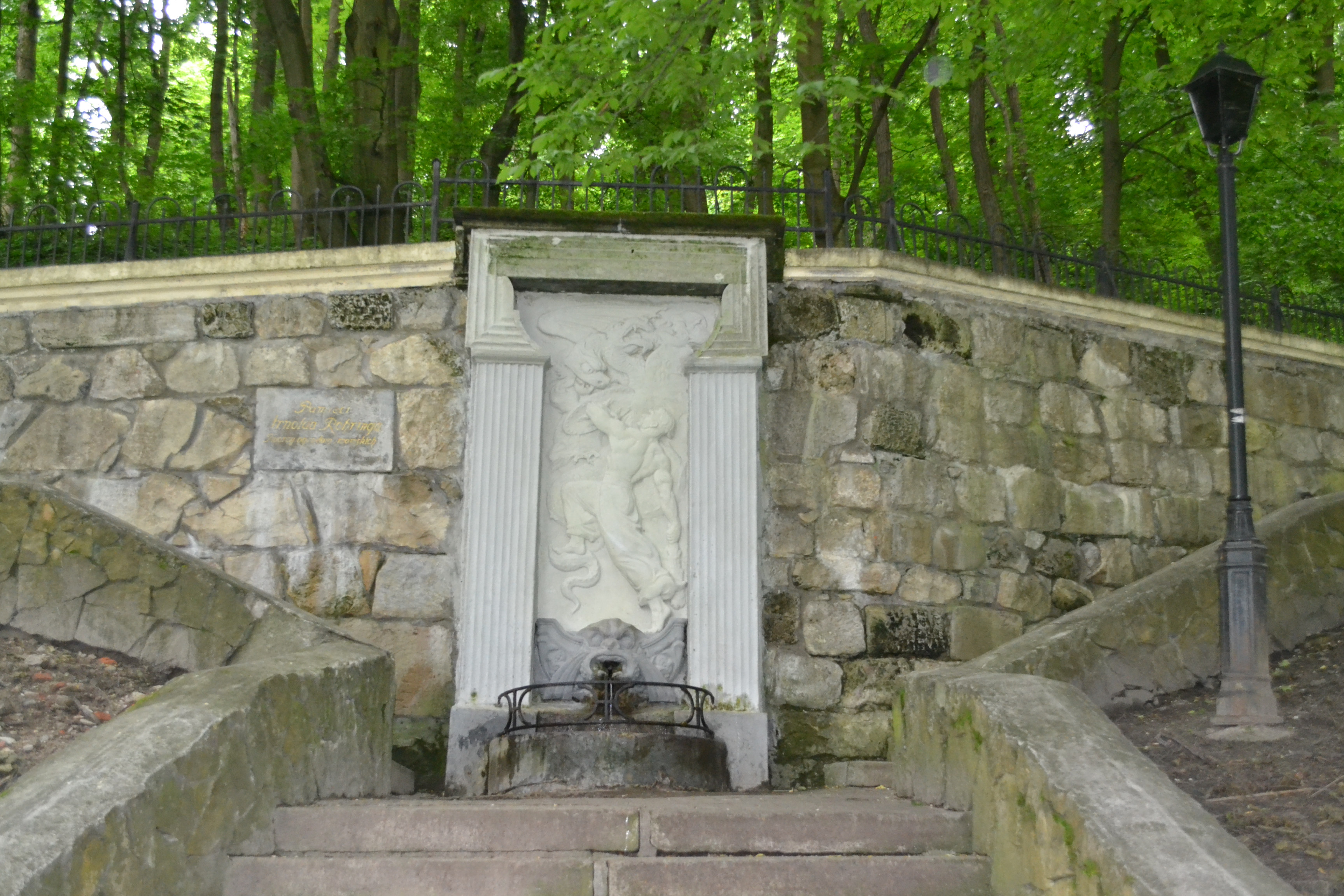
W parku Stryjskim na obudowie źródła umieszczono tablicę upamiętniającą twórcę

## Życiorys
Pracował jako nauczyciel w Zakładzie Sierot i Ubogich w Drohowyżu fundacji hrabiego Stanisława Skarbka, gdzie napisał podręcznik «Sadownictwo» (Lwów : Towarzystwo Pedagogiczne, 1881, 124 s., 54 rys., 1 tablicą litografowaną / ułożył Arnold Röhring), recenzja książki została wydana w czasopiśmie warszawskim «Ogrodnik Polski» № 15-17 w 1881 roku, autor – Edmund Jankowski.
Przez wiele lat pracował na stanowisku inspektora plantacji miejskich we Lwowie. Parki i plantacje w tym mieście powstały według jego zamysłu i projektów. Oprócz tego w przeszło 200 miejscowościach Galicji, Królestwa Polskiego, Śląska, Węgier urządzano ogrody i parki wedle jego planów. Wspólnie z bannerem opracował plany plantacji na Kahlenbergu w Wiedniu. Był powoływany do składu większości konkursowych sądów ogrodniczych.
Pod koniec 1892 został wybrany do wydziału budowlanego wystawy krajowej we Lwowie. W 1907 był członkiem Towarzystwa dla Popierania Nauki Polskiej. 
W 1863 ożenił się z Zuzanną Kuźmińską (1840-1923). Z żoną zamieszkał w willi przy ul. Snopkowskiej, 36 (obecnie ul. Stusa 20), obok parku Żelazna Woda (w 1871 budynek ten pod numerem konskrypcyjnym 542 należał do Franciszka Kuźmińskiego, czyli rodziny jego żony). Mieli pięcioro dzieci: Antonina (1870-?), Albina (1870-?), Adam (1872-1917), Adolf (1875-1919) i Arnold (1878-1909). W lutym 1913 wraz z żoną obchodził złote gody małżeńskie.
Zmarł w pierwszej połowie marca 1913 w wieku 73 lat. Został pochowany na Cmentarzu Łyczakowskim (pole 52). Cytat z nekrologu: "Te zasługi Lwów ś.p. Arnoldowi Röhringowi długo pamiętać będzie". Od 1936 do 1947 roku, w pobliżu parku Stryjskiego we Lwowie, została nazwana na jego cześć ulica (od 1993 – ul. E.Dzindry). W parku Stryjskim na obudowie źródła umieszczono tablicę «Pamięci Arnolda Röhringa. Twórcy ogrodów lwowskich» upamiętniającą twórcę.

## Zrealizowane projekty

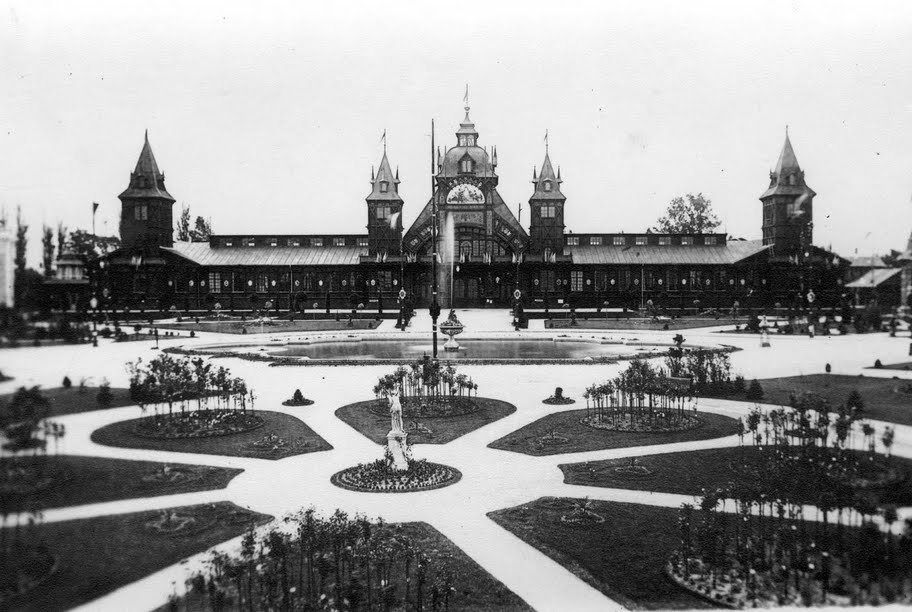
Wystawa Krajowa 1894 w Parku Stryjskim we Lwowie

- Park im. Jana Kilińskiego we Lwowie (1877-1894; obecnie Park Stryjski).
- Arboretum szkoły leśnej (1880; obecnie ul. O.Kobylanskiej, 1).
- Park w Krynicy (1880)[10].
- Pierwotnie propozycję trójkątnego rozmieszczenia budynku szkoły, gmachu „Sokoła” i restauracji u wejścia do parku (późniejszy Plac Harcerski) wysunął przebywający w 6 czerwca 1896 w Sanoku architekt Arnold Röhring[11].
- Park Żelazna Woda we Lwowie (1905). Nazwa parku pochodzi od źródeł zawierających związki żelaza.
- Skwer na pl. Halickim (1890-1893).
- Park Łyczakowski (1894).
- Park Olszyna (1894-1898; obecnie park im. Tarasa Szewczenki) w Stryju.
- Skwer na pl. św. Jury we Lwowie (1897).
- Skwer wokół pomnika K.Ujejskiego przy ul. Akademickiej (1902; obecnie aleja Т. Szewczenki).
- Po otwarciu w 1904 roku pomnika A.Mickiewicza uporządkował kompozycję krajobrazową (razem z architektami Z. Gendelem, T. Talowskim) placu Mariackiego (obecnie plac A. Mickiewicza).
- Park Jordana dla młodzieży szkolnej w Stryju (1905).
- Alfred Zachariewicz wraz z A. Röhringiem w 1906 zmodernizowali strukturę ul. Akademickiej (obecnie aleja Szewczenki).
- Park pałacu Długoszów w Siarach (1908–1914; 1916-1925)[12].
- A. Zachariewicz wraz z A.Röhringiem stworzyli nową kompozycję skweru na pl. Halickim (1909-1910).
- Rekonstrukcja parku (rozszerzenie do 200 hektarów) w Koropcu za czasów hrabiego Stanisława Marcina Badeniego.

## List pochwały
- 1883: "Za prace postępowe i współpracownictwo: Arnold Röhring, ogrodnik miasta Lwowa, list pochwały"[13].